# Liste der Naturdenkmale in Denkingen
| Naturdenkmale | Anzahl |
| ------------- | ------ |
| FND           | 3      |
| END           | 3      |
| Gesamt        | 6      |

Die Liste der Naturdenkmale in Denkingen nennt die verordneten Naturdenkmale (ND) der im baden-württembergischen Landkreis Tuttlingen liegenden Gemeinde Denkingen. In Denkingen gibt es insgesamt sechs als Naturdenkmal geschützte Objekte, davon drei flächenhafte Naturdenkmale (FND) und drei Einzelgebilde-Naturdenkmale (END).
Stand: 31. Oktober 2016.

## Flächenhafte Naturdenkmale (FND)
| Name                     | Bild | Kennung     | Einzelheiten | Position | Fläche Hektar | Datum         |
| ------------------------ | ---- | ----------- | ------------ | -------- | ------------- | ------------- |
| „An der Steige“          | BW   | 83270100002 | Denkingen    | ⊙        | 2,6           | 25. Okt. 1985 |
| Kälberbronnen/Wettbach   | BW   | 83270100003 | Denkingen    | ⊙        | 3,8           | 25. Feb. 1986 |
| Zwischen den „Steigen“   | BW   | 83270100001 | Denkingen    | ⊙        | 2,8           | 25. Okt. 1985 |
| Legende für Naturdenkmal |      |             |              |          |               |               |

## Einzelgebilde (END)
| Name                          | Bild | Kennung     | Einzelheiten | Position | Fläche Hektar | Datum         |
| ----------------------------- | ---- | ----------- | ------------ | -------- | ------------- | ------------- |
| Kirschbaum im „Hengst“        | BW   | 83270100005 | Denkingen    | ⊙        | 0,0           | 8. Juli 1991  |
| Linde bei der Nikolauskapelle | BW   | 83270100004 | Denkingen    | ⊙        | 0,0           | 10. Nov. 1986 |
| Weißtanne am Moosweg          |      | 83270100006 | Denkingen    | ???      | 0,0           | 8. Juli 1991  |
| Legende für Naturdenkmal      |      |             |              |          |               |               |